# Barbara McLean
Barbara "Bobby" McLean, född Barbara Pollut den 16 november 1903 i Palisades Park i New Jersey, död 28 mars 1996 i Newport Beach i Kalifornien, var en amerikansk filmklippare. Hon kom att bli en av de mest inflytelserika och framgångsrika klipparna i Hollywoods historia. Under sin karriär som sträckte sig över fyra decennier arbetade hon på mer än 60 filmer och vann en Oscar för bästa klippning för sitt arbete med Wilson (1944). Hon hade ett nära samarbete med regissören Henry King och klippte flera klassiska filmer från 20th Century Fox och blev sedermera chef på filmbolagets avdelning för filmklippning.

## Biografi
Barbara McLean inledde sin karriär som negativklippare för regissören Rex Ingram i början av 1920-talet. Under sitt flicknamn Barbara Pollut (hon gifte sig senare med ljudteknikern Gordon McLean) arbetade hon för Ingrams filmklippare Grant Whytock och hans hustru Leotta, som också var negativklippare. När Whytock blev Samuel Goldwyns klippare i slutet av 1920-talet, följde McLean med honom som hans assistent och arbetade på filmer producerade av Goldwyn och Mary Pickford, som båda var partners i det nyligen bildade United Artists. Darryl F. Zanuck uppmärksammade McLeans arbete och anställde henne i början av 1930-talet som filmklippare för filmer på 20th Century. 1934 klippte hon på egen hand sin första film, Kärlekens gåta. Med tiden blev Zanuck ett stort namn i Hollywood och med hans framgång blev även McLean en maktfaktor i branschen. Zanuck valde vanligen ut McLean för studions största produktioner som inte sällan regisserades av Henry King. De två samarbetade på nästan 30 filmer. 1949 blev hon chef för  20th Century Fox klippavdelning och kom att kallas för "Hollywood’s Editor-in-Chief" (ungefär Hollywoods chefsklippare).
1951 gifte hon sig med sin andra make, filmregissören Robert Webb och de samarbetade på flera av hans filmer. 1969 gick hon i pension som chef för klippavdelningen eftersom Webb blivit mycket sjuk.
Barbara McLeans karriär som filmklippare sträckte sig från 1930-talet till 1960-talet. Under 1930-talet fanns det bara åtta kvinnliga filmklippare i Hollywood och tillsammans med Margaret Booth och Anne Bauchens klassas McLean bland de mest inflytelserika i branschen. Hon nominerades till sju Oscar för bästa klippning vilket under hennes livstid var fler än någon annan fått. Vid Oscarsgalan 1945 vann hon priset för Wilson (1944) av Henry King. Övriga nomineringar kom för Polisprefekten (1935), Lloyd's of London (1936), Alexanders ragtime band (1938), När regnet kom (1939), Sången om Bernadette (1943) och Allt om Eva (1950). Hennes rekord för antal nomineringar slogs först år 2012.
Barbara McLean avled 1996 till följd av Alzheimers sjukdom.